# Amphiesma johannis
Amphiesma johannis este o specie de șerpi din genul Amphiesma, familia Colubridae, descrisă de Boulenger 1908. Conform Catalogue of Life specia Amphiesma johannis nu are subspecii cunoscute.